# Cadete (músico)
Cadete é um cantor, violonista e compositor de música popular brasileira.

## Biografia
Seu pai era Antônio da Costa Moreira e sua mãe Maria Cândida da Costa Moreira. Nascido em Pernambuco, mudou-se com sua família para o Rio de Janeiro em 1887, matriculando-se na Escola Militar - que mais tarde lhe daria o apelido Cadete, dentre o meio musical.
Abandonou a vida militar após algumas prisões internas no quartel por insubordinação.
Teve intensa vida artística e boêmia no Rio de Janeiro no início do século XX, fazendo apresentações musicais e gravações, sobretudo na Casa Edison.
Casou-se em 1908 com Maria Cândida Pinto Camargo, em Campina Alta, estado do Paraná, onde tiveram os filhos Alba, Alda, Adauto, Nair, Arnaldo e Bernadete. Cursava Farmácia nesta época.
Em 1910, diplomou-se em Farmácia.Em 1930, deixou a cidade de Campina Alta, mudando-se para Reserva onde residiu por dois anos.
Em 1932, voltou definitivamente para Tibagi, tornando-se proprietário de uma farmácia. Posteriormente, na ausência de um especialista na área médica na cidade, tornou-se médico local, passando a receitar e tendo sido considerado excelente profissional e foi muito bem sucedido financeiramente como médico e farmacêutico.
Tendo ficado viúvo em 1937, casou-se posteriormente com Acelina Nocêra. Tiveram em 1939 um filho, Aldo da Costa Moreira (1939), afilhado de Catulo da Paixão Cearense.
Por volta de 1950 contraiu problemas renais e hepáticos, tornando-se doente crônico, falecendo em 1960.

## Discografia
- ”Trovas de um coração”
- ”A pena sutil”
- ”Laura”
- ”As costureiras”
- ”Na Avenida”
- ”Paraná”